# مقراب روبوتي

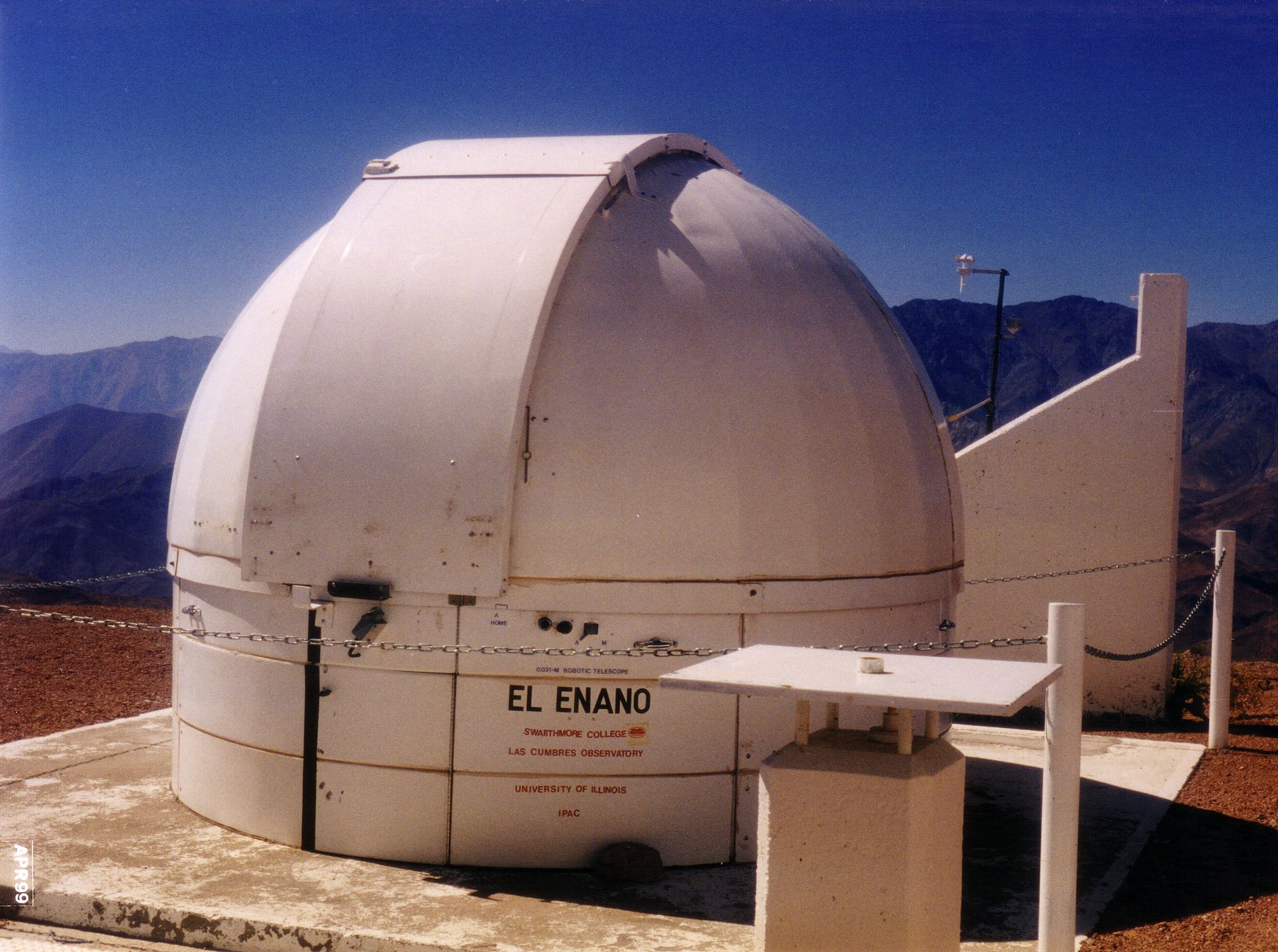
إل إنانو، تلسكوب روبوتي في كرو تولولو، تشيلي

التلسكوب الروبوتي هو تلسكوب فلكي ونظام كاشف يقوم بالرصد دون تدخل من الإنسان، في المجالات الفلكية التلسكوب يكون مؤهلًا كروبوتي إذا كان يستطيع أن يقوم بالرصد دون تشغيل من قبل الإنسان، حتى لو كان الإنسان عليه أن يستهل الملاحظات في بداية الليل أو أن ينهيها في الصباح، ويمكن أن يكون له وكيل برمجي يستخدم الذكاء الاصطناعي الذي يساعد بطرق مختلفة مثل الجدولة الأوتوماتيكية. التلسكوب الروبوتي يختلف عن التلسكوب عن بعد على الرغم أنه من الممكن أن يكون روبوتي وعن بعد أيضًا.

## تلسكوبات روبوتية
- مرصد لاساجرا